# Saligny-sur-Roudon

Saligny-sur-Roudon este o comună în departamentul Allier din centrul Franței. În 1 ianuarie 2022 avea o populație de 648 de locuitori.